# Anton Mitterwurzer (sångare)

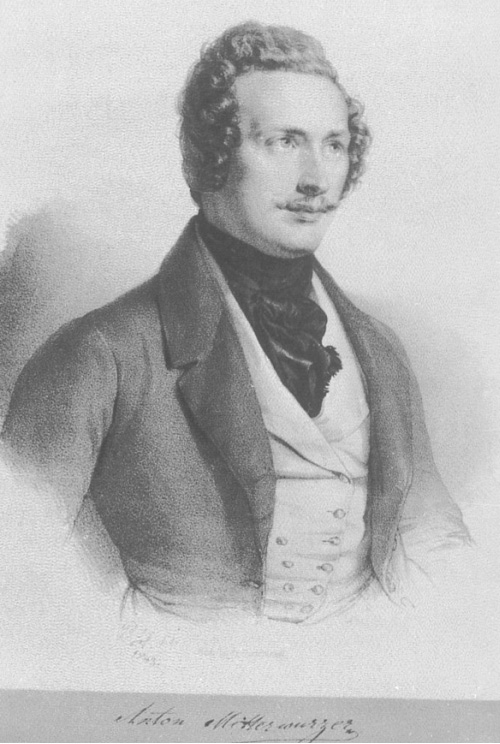
Anton Mitterwurzer.

Anton Mitterwurzer, född den 12 april 1818 i Sterzing i Tyrolen, död den 2 april 1876 i Döbling nära Wien, var en österrikisk operasångare (baryton). Han var far till Friedrich Mitterwurzer.
Mitterwurzer var 1839–1870 anställd vid hovoperan i Dresden och gjorde sig känd som dramatisk sångare av hög rang, särskilt i Marschners och Wagners operor.